# モルディブ諸島

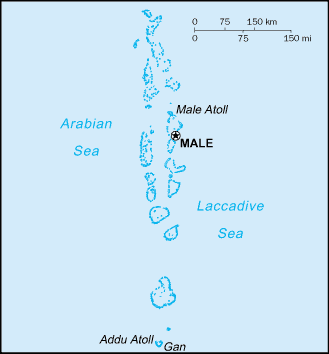
モルディブ諸島全体の地図

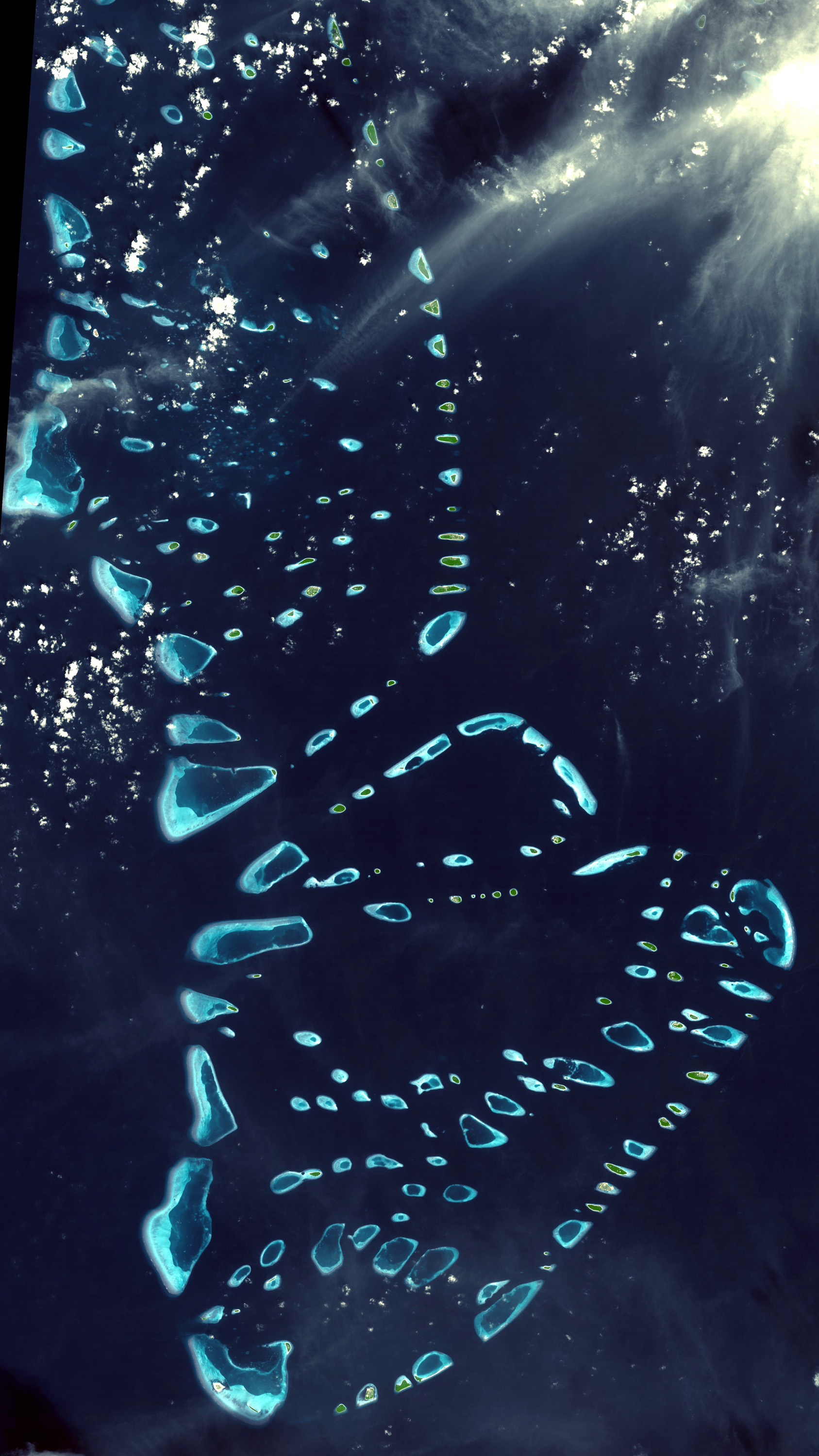
NASAによるモルディブのサテライトイメージ

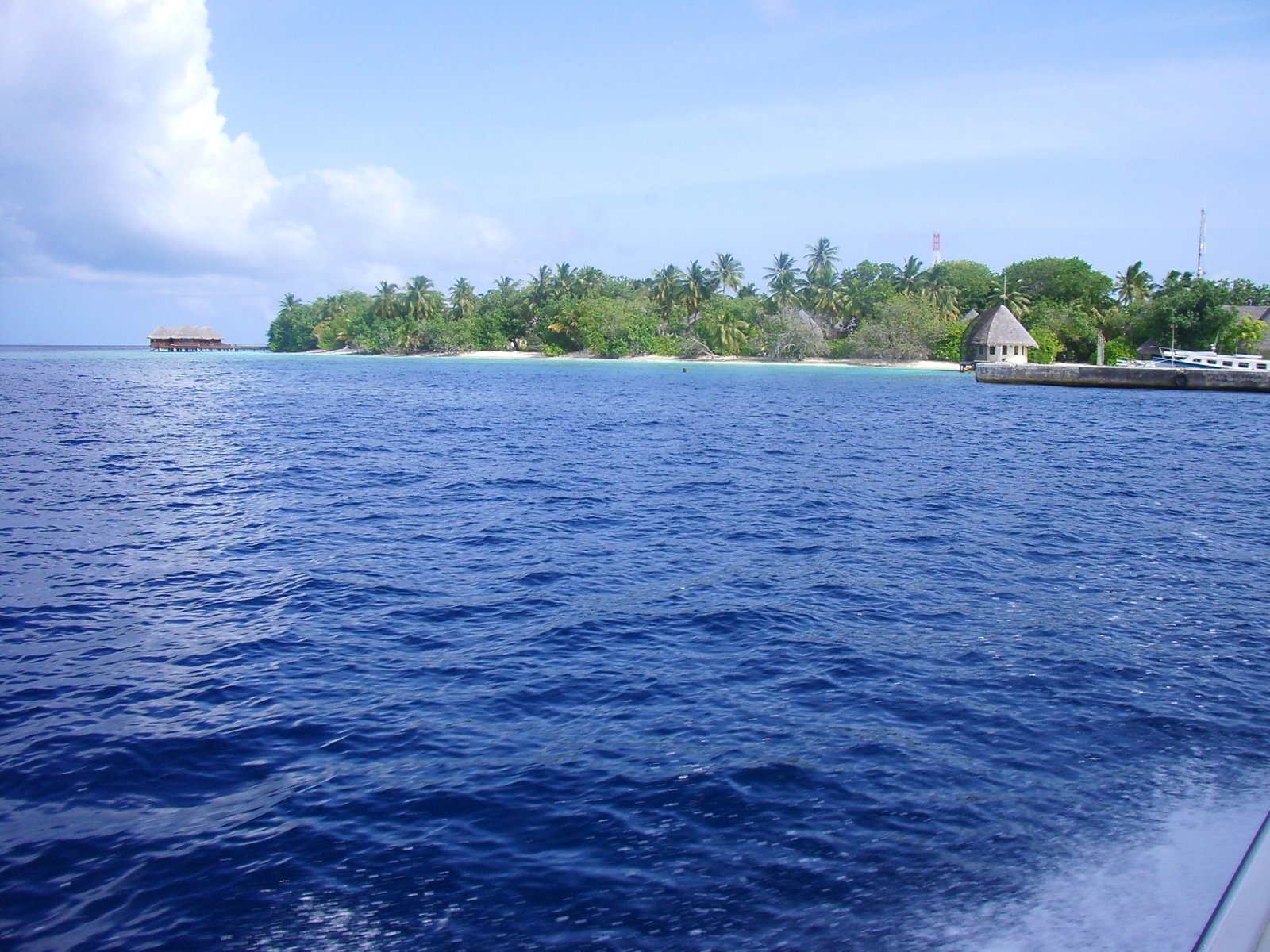
Bandos島の様子

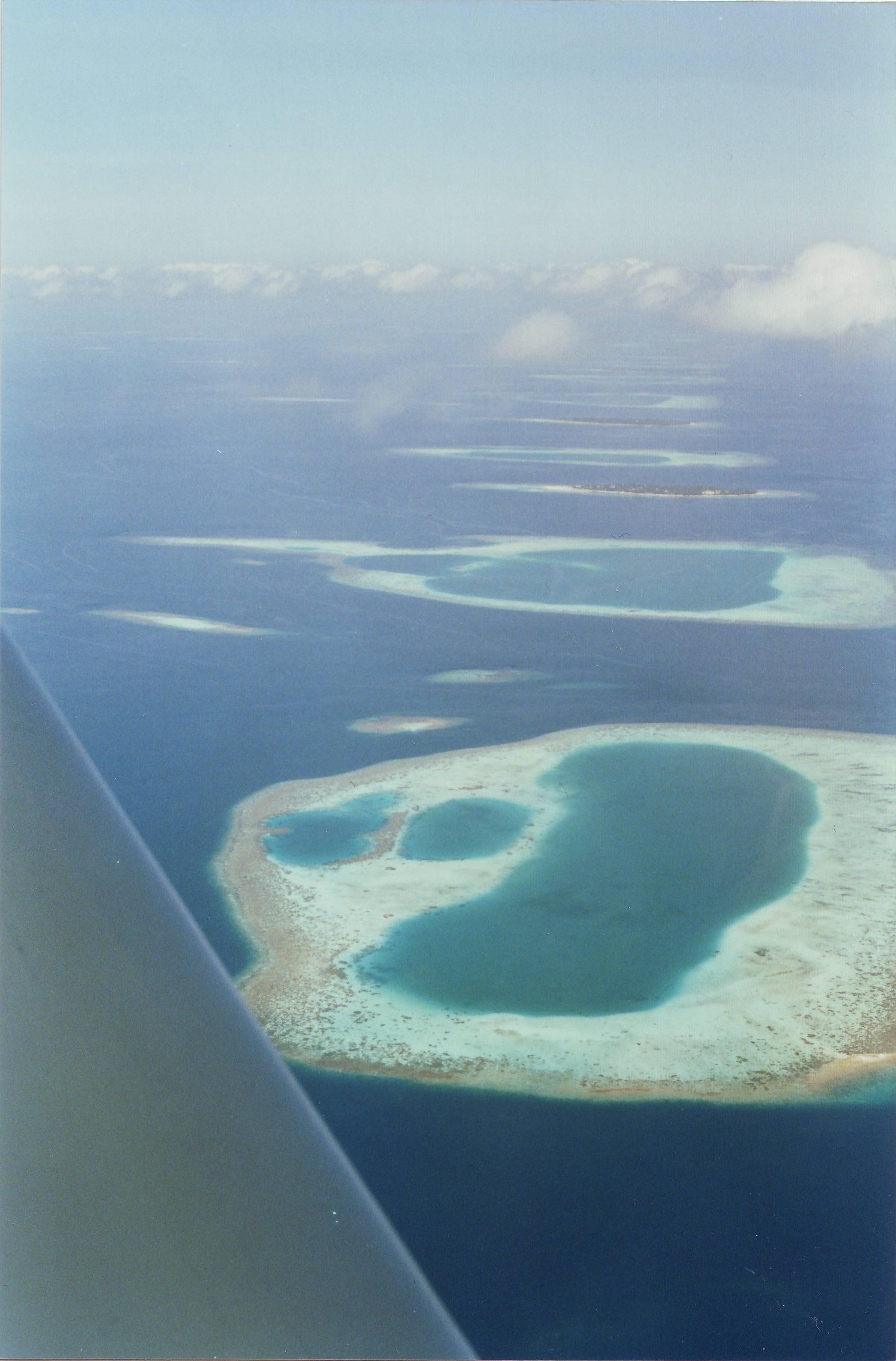
並ぶ環礁

モルディブ諸島（モルディブしょとう、ディベヒ語:ދިވެހިރާއްޖޭގެ އަތޮޅުތައް）は、モルディブの全域を占める諸島である。インド半島南西沖のインド洋北部、南緯0度40分から北緯7度7分、東経72度から東経74度付近までの範囲に位置する、南北に細長い諸島。26の環礁とその中の約1,200の島からなる。
北にはインド領のラクシャドウィープ（ラッカディブ諸島）、南にはイギリス領チャゴス諸島があり、これらにモルディブ諸島を加えた3つの諸島で、インド洋中央部に南北2,000kmを超える諸島群を形成している。

## モルディブ諸島を構成する環礁と島
- アッドゥ環礁 (Addu Atoll) - 全23島
- フヴァンムラ環礁 (Fuvammulah Atoll) - 全1島
- フヴァドゥ環礁 (Huvadhu Atoll) - 全235島
- ハッドゥンマティ環礁 (Haddhunmathi Atoll) - 全82島
- コルマドゥル環礁 (Kolhumadulhu Atoll) - 全66島
- 南ニランデ環礁 (Southern Nilandhe Atoll) - 全56島
- 北ニランデ環礁 (Northern Nilandhe Atoll) - 全23島
- アリ環礁 (Ari Atoll) - 全76島
- (Rasdhu Atoll) - 全5島
- (Toddu Atoll) - 全1島
- (Goifulha Fehendhu Atoll) - 全?島
- 北マーロスマドゥル環礁 (Northern Maalhosmadulhu Atoll) - 全87島
- 南マーロスマドゥル環礁 (Southern Maalhosmadulhu Atoll) - 全?島
- (Alifushi Atoll) - 全1島
- (Maamakunudhu Atoll) - 全?島
- (Ihavandhippolhu Atoll) - 全?島
- ティラドゥンマティ環礁 (Thiladhunmathi Atoll)・ミラドゥンマドゥル環礁 (Miladhunmadulhu Atoll) - 全?島
- ファーディッポル環礁 (Faadhippolhu Atoll) - 全52島
- (Kaashidhu Atoll) - 全1島
- (Gaafaru Atoll) - 全?島
- 北マレ環礁 (Northern Malé Atoll) - 全?島
- 南マレ環礁 (Southern Malé Atoll) - 全?島
- フェリドゥ環礁 (Felidhu Atoll) - 全18島
- (Vattaru Atoll) - 全1島
- ムラク環礁 (Mulak Atoll) - 全33島
- このほかにもう1つ環礁がある。

ここでは、地理学的な環礁の区分を用いている。モルディブでは地方行政区画の単位としても「環礁」を用いているが、こちらに関してはモルディブの地方行政区画を参照。